# Championnat d'Europe masculin de water-polo
Cet article traite de l'épreuve masculine. Pour la compétition féminine, voir Championnat d'Europe de water-polo féminin.
Le Championnat d'Europe de water-polo masculin est la plus importante compétition masculine européenne de water-polo entre nations. Créée en 1926, cette épreuve est organisée par la Ligue européenne de natation.

## Historique
Cette compétition masculine a lieu dans le cadre des championnats d'Europe de natation depuis la première édition de ceux-ci en 1926  jusqu'en 1997.
Depuis 2004, ce championnat est l'équivalent d'une première division européenne avec la mise en place d'un championnat d'Europe B dont les meilleures équipes disputent leur qualification avec les moins bien classés du championnat A précédent.
De 2004 à 2010, le championnat, autant masculin que féminin, est composé de l'équivalent de deux divisions, ce qui influence les modes de qualification au championnat principal, dit « championnat d'Europe A ».

## Palmarès

### Par édition
| Année | No  | Vainqueur                | Finaliste                    | 3e place             | 4e place             | Meilleur buteur                                | Organisateur     | Sélectionneur vainqueur |
| ----- | --- | ------------------------ | ---------------------------- | -------------------- | -------------------- | ---------------------------------------------- | ---------------- | ----------------------- |
| 1926  | 1er | Hongrie                  | Suède                        | Allemagne            | Belgique             |                                                | Budapest         | Ernő Beleznay           |
| 1927  | 2e  | Hongrie (2)              | France                       | Belgique             | Suède                |                                                | Bologne          | Béla Komjádi            |
| 1931  | 3e  | Hongrie (3)              | Allemagne                    | Autriche             | Belgique             |                                                | Paris            | Ernő Speisegger         |
| 1934  | 4e  | Hongrie (4)              | Allemagne                    | Belgique             | Suède                |                                                | Magdebourg       | László Beleznai         |
| 1938  | 5e  | Hongrie (5)              | Allemagne                    | Pays-Bas             | Belgique             |                                                | Londres          | Sándor Ivády            |
| 1947  | 6e  | Italie                   | Suède                        | Belgique             | Hongrie              |                                                | Monte-Carlo      | Giuseppe Valle          |
| 1950  | 7e  | Pays-Bas                 | Suède                        | Yougoslavie          | Italie               | Ruud van Feggelen (35)                         | Vienne           |                         |
| 1954  | 8e  | Hongrie (6)              | Yougoslavie                  | Italie               | Pays-Bas             | Nodar Ghavaria (13) Terry C. Miller (13)       | Turin            | Dezső Lemhényi          |
| 1958  | 9e  | Hongrie (7)              | Yougoslavie                  | Union soviétique     | Italie               | Zoltán Dömötör (12)                            | Budapest         | Dezső Lemhényi          |
| 1962  | 10e | Hongrie (8)              | Union soviétique Yougoslavie | non décernée         | Allemagne de l'Est   | Zoltán Dömötör (10)                            | Leipzig          | Károly Laky             |
| 1966  | 11e | Union soviétique         | Allemagne de l'Est           | Yougoslavie          | Italie               | Nicolaus Dumont (17)                           | Utrecht          |                         |
| 1970  | 12e | Union soviétique (2)     | Hongrie                      | Yougoslavie          | Italie               | Ferenc Konrád (20)                             | Barcelone        |                         |
| 1974  | 13e | Hongrie (9)              | Union soviétique             | Yougoslavie          | Pays-Bas             | Juan Jané (15)                                 | Vienne           | Dezső Gyarmati          |
| 1977  | 14e | Hongrie (10)             | Yougoslavie                  | Italie               | Union soviétique     | Gianni De Magistris (20)                       | Jönköping        | Dezső Gyarmati          |
| 1981  | 15e | Allemagne de l'Ouest     | Union soviétique             | Hongrie              | Yougoslavie          | Manuel Estiarte (27)                           | Split            | Nicolae Firoiu          |
| 1983  | 16e | Union soviétique (3)     | Hongrie                      | Espagne              | Yougoslavie          | Manuel Estiarte (27)                           | Rome             |                         |
| 1985  | 17e | Union soviétique (4)     | Yougoslavie                  | Allemagne de l'Ouest | Italie               | Milivoj Bebić (21)                             | Sofia            |                         |
| 1987  | 18e | Union soviétique (5)     | Yougoslavie                  | Italie               | Allemagne de l'Ouest | Hagen Stamm (21)                               | Strasbourg       |                         |
| 1989  | 19e | Allemagne de l'Ouest (2) | Yougoslavie                  | Italie               | Union soviétique     | Manuel Estiarte (26)                           | Bonn             |                         |
| 1991  | 20e | Yougoslavie              | Espagne                      | Union soviétique     | Italie               | Manuel Estiarte (36)                           | Athènes          |                         |
| 1993  | 21e | Italie (2)               | Hongrie                      | Espagne              | Roumanie             | Manuel Estiarte (29)                           | Sheffield        |                         |
| 1995  | 22e | Italie (3)               | Hongrie                      | Allemagne            | Croatie              | Dmitriy Apanasenko (24)                        | Vienne           |                         |
| 1997  | 23e | Hongrie (11)             | Yougoslavie                  | Russie               | Croatie              | Manuel Estiarte (18)                           | Séville          | Dénes Kemény            |
| 1999  | 24e | Hongrie (12)             | Croatie                      | Italie               | Grèce                | Salvador Gómez (16)                            | Florence         | Dénes Kemény            |
| 2001  | 25e | Yougoslavie (2)          | Italie                       | Hongrie              | Croatie              | Aleksandr Yeryshov (21)                        | Budapest         | Nenad Manojlović        |
| 2003  | 26e | Serbie-et-Monténégro (3) | Croatie                      | Hongrie              | Russie               | Aleksandar Šapić (24)                          | Kranj            | Nenad Manojlović        |
| 2006  | 27e | Serbie (4)               | Hongrie                      | Espagne              | Roumanie             | Aleksandar Šapić (33)                          | Belgrade         | Dejan Udovičić          |
| 2008  | 28e | Monténégro               | Serbie                       | Hongrie              | Croatie              | Aleksandar Šapić (23)                          | Malaga           | Petar Porobić           |
| 2010  | 29e | Croatie                  | Italie                       | Serbie               | Hongrie              | Vanja Udovičić (21)                            | Zagreb           | Ratko Rudić             |
| 2012  | 30e | Serbie (5)               | Monténégro                   | Hongrie              | Italie               | Sandro Sukno (24)                              | Eindhoven        | Dejan Udovičić          |
| 2014  | 31e | Serbie (6)               | Hongrie                      | Italie               | Monténégro           | Albert Español (24)                            | Budapest         | Dejan Savić             |
| 2016  | 32e | Serbie (7)               | Monténégro                   | Hongrie              | Grèce                | Steven Camilleri (21)                          | Belgrade         | Dejan Savić             |
| 2018  | 33e | Serbie (8)               | Espagne                      | Croatie              | Italie               | Ioannis Fountoulis (17) Aleksandar Ivović (17) | Barcelone        | Dejan Savić             |
| 2020  | 34e | Hongrie (13)             | Espagne                      | Monténégro           | Croatie              | Konstantin Kharkov (21)                        | Budapest         | Tamás Märcz             |
| 2022  | 35e | Croatie (2)              | Hongrie                      | Espagne              | Italie               | Tudor Fulea (19)                               | Split            | Ivica Tucak             |
| 2024  | 36e | Espagne(1)               | Croatie                      | Italie               | Hongrie              | Marko Bijac                                    | Zagreb/Dubrovnik |                         |

### Bilan par nation
Le tableau suivant présente le bilan par nation ayant atteint au moins une fois le dernier carré.
| Rang | Équipe             | Vainqueur | Finaliste | Troisième | Quatrième | Participations |
| ---- | ------------------ | --------- | --------- | --------- | --------- | -------------- |
| 1    | Hongrie            | 13        | 7         | 6         | 2         | 34             |
| 2    | Serbie             | 8         | 9         | 5         | 2         | 31             |
| 3    | Russie             | 5         | 3         | 3         | 3         | 22             |
| 4    | Italie             | 3         | 2         | 6         | 9         | 32             |
| 5    | Allemagne          | 2         | 3         | 3         | 1         | 31             |
| 6    | Croatie            | 2         | 2         | 1         | 5         | 13             |
| 7    | Monténégro         | 1         | 2         | 1         | 4         | 7              |
| 8    | Pays-Bas           | 1         | -         | 1         | 2         | 29             |
| 9    | Suède              | -         | 3         | -         | 1         | 9              |
| 10   | Espagne            | -         | 3         | 4         | -         | 25             |
| 11   | Allemagne de l'Est | -         | 1         | -         | 1         | 3              |
| 12   | France             | -         | 1         | -         | -         | 17             |
| 13   | Belgique           | -         | -         | 3         | 3         | 11             |
| 14   | Autriche           | -         | -         | 1         | -         | 9              |
| 15   | Grèce              | -         | -         | -         | 2         | 17             |
| 15   | Roumanie           | -         | -         | -         | 2         | 23             |

## Participations des nations

### Nombre d'apparitions
| Nombre | Équipe                  | Première | Dernière | Meilleure performance |
| ------ | ----------------------- | -------- | -------- | --------------------- |
| 32     | Hongrie                 | 1926     | 2018     | Vainqueur (12 fois)   |
| 14     | Croatie                 | 1993     | 2018     | Vainqueur (1 fois)    |
| 11     | Belgique                | 1926     | 1970     | Troisième             |
| 9      | Autriche                | 1927     | 1995     | Troisième             |
| 7      | Bulgarie                | 1958     | 1997     | Huitième              |
| 7      | Tchécoslovaquie         | 1927     | 1991     | Cinquième             |
| 1      | Danemark                | 1991     | 1991     | Seizième              |
| 1      | Modèle:FIN water-polo M | 1991     | 1991     | Seizième              |